# Himachalia indiana
Himachalia indiana är en fjärilsart som beskrevs av Achille Guenée 1852. Himachalia indiana ingår i släktet Himachalia och familjen nattflyn. Inga underarter finns listade i Catalogue of Life.